# Mozambique portugais
1498–1975
Entités précédentes :
- Empire du Monomotapa

Entités suivantes :
- République populaire du Mozambique

Le Mozambique portugais est une ancienne colonie portugaise qui s'étendait sur l'actuel Mozambique. La colonisation du pays s'étend de 1498 à 1975. Le pays était connu sous le nom d'Afrique orientale portugaise jusqu'en 1951, qui regroupait jusqu'alors plusieurs colonies, puis fut unifiée en tant que province ultramarine du Mozambique avant d'être finalement renommé État du Mozambique en 1972.
L'esclavage fut maintenu jusqu'au XXe siècle, en dépit des protestations de certains pays. Le travail obligatoire était également monnaie courante. Les concessions donnaient aux propriétaires de plantations le droit de recourir à cette méthode de production.

Activités portugaises au Zambèze, 1500-1700
Carte rose (projet, 1887).

1935-1951.
1935-1975.